# Ю Син Мін
Ю Син Мін  (кор. 유승민, 5 серпня 1982) — корейський настільний тенісист, олімпійський чемпіон.

## Виступи на Олімпіадах
| Олімпіада   | Дисципліна       | Місце |
| ----------- | ---------------- | ----- |
| Сідней 2000 | одиночний розряд | 17    |
| Сідней 2000 | парний розряд    | 4     |
| Афіни 2004  | одиночний розряд | 1     |
| Афіни 2004  | парний розряд    | 5     |
| Пекін 2008  | одиночний розряд | 17    |
| Пекін 2008  | командний розряд | 3     |
| Лондон 2012 | командний розряд | 2     |